# Українська Партія Національної Роботи
Українська Партія Національної Роботи (УПНР) — постала у Львові 21 квітня 1924 року внаслідок внутрішніх непорозумінь в Українській Трудовій Партії.
В числі засновників були: Дмитро Паліїв, Дмитро Донцов, Самійло Підгірський (голова), Володимир Кузьмович та ін.
Головні засади націоналістичної програми: «Україна для українців»; розбудова національного життя власними силами; безкомпромісне неґативне наставлений до Польщі і до СРСР та комунізму.
Орган — двотижневик «Заграва» (1923—1924).
УПНР не розгорнула діяльності і на консолідаційному з'їзді 11 липня 1925 увійшла до Українського національно-демократичного об'єднання (УНДО).